# Julian Wojtkowski
Julian Andrzej Antoni Wojtkowski (ur. 31 stycznia 1927 w Poznaniu) – polski duchowny rzymskokatolicki, profesor nauk teologicznych, biskup pomocniczy warmiński w latach 1969–2004, od 2004 biskup pomocniczy senior archidiecezji warmińskiej.

## Życiorys
Urodził się 31 stycznia 1927 w Poznaniu. Jego ojcem był profesor historii Andrzej Wojtkowski. Po wybuchu II wojny światowej 8 listopada 1939 razem z rodziną został aresztowany i osadzony w obozie koncentracyjnym Lager Glowno – Posen Ost, skąd 1 grudnia 1939 został wywieziony do Ostrowca Świętokrzyskiego. W 1944 uzyskał małą maturę w tajnym nauczaniu ziemi kieleckiej, a rok później zdał egzamin dojrzałości w liceum matematyczno-fizycznym w Lublinie. W latach 1945–1950 studiował w Lubelskim Seminarium Duchownym dla diecezji warmińskiej. Święceń prezbiteratu udzielił mu 25 czerwca 1950 w Lublinie biskup diecezjalny lubelski Piotr Kałwa. W tym samym roku na Katolickim Uniwersytecie Lubelskim uzyskał magisterium z teologii. Na Katolickim Uniwersytecie Lubelskim odbył studia specjalistyczne z teologii dogmatycznej, które uwieńczył doktoratem w 1953. W 1968 uzyskał habilitację w zakresie teologii dogmatycznej i historii dogmatów na Papieskim Fakultecie Teologicznym w Krakowie.
W Warmińskim Seminarium Duchownym od 1952 pełnił funkcje wykładowcy, wychowawcy, prefekta i rektora. W czasach powojennych nie miał możliwości publikowania swoich prac. Do 1980 prowadził samodzielną pracę naukową, gdyż nie mógł być zatrudniony na uczelni z prawami akademickimi. W latach 1980–1997 kierował Warmińskim Instytutem Teologicznym, gdzie również prowadził wykłady. Przyczynił się do powstania Wydziału Teologii Uniwersytetu Warmińsko-Mazurskiego, na którym przez rok miał etat profesora zwyczajnego w Katedrze Teologii Dogmatycznej. W 1987 został profesorem nadzwyczajnym Papieskiej Akademii Teologicznej, a w 1997 profesorem zwyczajnym. Głównymi obszarami jego badań są historia dogmatów maryjnych w Polsce średniowiecznej, glosy oraz drobne teksty polskie w inkunabułach Wielkopolski, a także historia diecezji warmińskiej.
17 sierpnia 1969 papież Paweł VI mianował go biskupem pomocniczym na Warmii ze stolicą tytularną Murustaga. Święcenia biskupie otrzymał 22 sierpnia 1969 w prywatnej kaplicy prymasa Polski kardynała Stefana Wyszyńskiego. Prymas Polski był jego konsekratorem, zaś współkonsekratorami biskupi Józef Drzazga i Jan Obłąk. Jako swoje zawołanie biskupie przyjął słowa „Veni Domine Jesu” (Przyjdź, Panie Jezu). Na Warmii sprawował urząd wikariusza generalnego. 24 lutego 2004 papież Jan Paweł II przyjął jego rezygnację z urzędu biskupa pomocniczego warmińskiego, złożoną ze względu na wiek.
W ramach Konferencji Episkopatu Polski pełnił funkcje przewodniczącego Komisji ds. Budowy Kościołów oraz sekretarza Komisji ds. Katolickiego Uniwersytetu Lubelskiego. Był ponadto członkiem Komisji Maryjnej, Rady Naukowej, a także Rady ds. Migracji, Turystyki i Pielgrzymek. Został również członkiem zwyczajnym Papieskiej Międzynarodowej Akademii Maryjnej.

## Odznaczenia i wyróżnienia
W 2009 otrzymał tytuł doktora honoris causa Papieskiej Akademii Teologicznej w Krakowie.
W 2008 nadano mu honorowe obywatelstwo Lidzbarka Warmińskiego.
Otrzymał tytuł Człowieka Dobrej Woli przyznany przez Kapitułę Wielkiego Serca w Olsztynie (2003), Złoty Medal Prymasowski „Za służbę Kościołowi i Ludowi” od prymasa Polski Józefa Glempa (2004), Nagrodę Prezydenta Olsztyna – Statuetkę Świętego Jakuba w dziedzinie „za szczególne zasługi dla Olsztyna” (za rok 2016) i nagrodę Feniks Diamentowy Stowarzyszenia Wydawców Katolickich (2020).